# Східні Споради
Східні Споради, або Східно-Егейські острови — архіпелаг в Егейському морі вздовж західного узбережжя Туреччини. На півночі Східні Споради межують з Північно-Егейським островами, на півдні з архіпелагом Додеканес.

## Основні острови
Територія Греції
- Антіпсара — невеликий, безлюдний кам'янистий острів в Егейському морі.
- Псара цікава своєю багатою історією. Туризм тут зовсім не розвинений.
- Ікарія — острів з цілющими джерелами, прекрасними пляжами Яліскарі і Месакті та легендою про Ікара, який впав і потонув у Ікарськом морі поблизу острова Ікарія.
- Самос відомий, як острів Піфагора, славиться своїми безкрайніми лісами і піщаними пляжами. Піфагорейон та Храм Гери на Самосі внесені ЮНЕСКО до переліку пам'яток світової спадщини.
- Хіос — острів зі святилищем Аполлона Фанайоса та ередньовічною фортецею візантійського монастиря Неа-Моні.

| Греція | Це незавершена стаття з географії Греції. Ви можете допомогти проєкту, виправивши або дописавши її. |